# Amtsbezirk Mank
Der Amtsbezirk Mank war eine Verwaltungseinheit im Mostviertel in Niederösterreich.
Der Amtsbezirk war der Kreisbehörde in St. Pölten unterstellt und besorgte deren Amtsgeschäfte vor Ort. Die Zuständigkeit erstreckte sich neben Mank auf die damaligen Gemeinden Aichbach, Großaigen, Bischofstetten, St. Gotthart, Grimmegg, Hainberg, Hürm, Inning, Kälberhart, Kettenreith, Kilb, Kirnberg, St. Leonhard, Ockert, Plankenstein mit Texing, Pöllendorf, Rainberg, Rametzberg, Ritzengrub, Ruprechtshofen, Schmidbach, Siegendorf, Teufelsdorf und Umbach.
Der Amtsbezirk umfasste dabei 25 Gemeinden mit 11.293 Einwohnern (lt. Zählung von 1851).